# Comissão Consultiva Central
Comissão Consultiva Central (em chinês simplificado: 中央顾问委员会; chinês tradicional: 中央顧問委員會; pinyin: Zhōngyāng Gùwèn Wěiyuánhuì) foi um órgão do Partido Comunista da China que existiu durante a era da liderança suprema de Deng Xiaoping. O corpo deveria fornecer "assistência política e consulta" ao Comitê Central do Partido; no entanto, como o mesmo era um seleto grupo de membros seniores do partido, muitas vezes era visto como tendo mais autoridade não oficial do que esse órgão.

## História
A Comissão foi criada após o 12º Congresso do Partido em 1982 e abolida em 1992. Seus presidentes foram Deng Xiaoping (1982–1987) e Chen Yun (1987–1992). Sua filiação era oferecida apenas aos membros do Comitê Central, com quarenta anos ou mais de serviço, o que tornava quase sinônimo do grupo Oito Anciãos. Os diretores foram solicitados a terem primeiro servido no Politburo ou no Comitê Permanente. Apesar de ser supostamente consultivo, seu poder superou o do Comitê Permanente do Politburo e foi apelidado de "Comitê Sede" devido à idade avançada de seus membros.